# Conferência da Ilha Wake

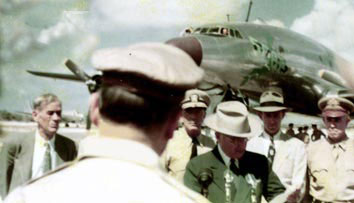
Da esquerda para a direita: O presidente Truman lê uma citação de prêmio ao general Douglas MacArthur após o encontro na Ilha Wake. Ao fundo estão, da esquerda para a direita: o secretário de imprensa Charles Ross, o comandante em chefe do Pacífico, almirante Arthur Radford, o secretário do Exército Frank Pace e o presidente do Estado-Maior Conjunto, general Omar Bradley. 15 de outubro de 1950.

Em 15 de outubro de 1950, o presidente dos EUA Harry S. Truman e o general Douglas MacArthur se encontraram na Ilha Wake para conversar sobre o andamento da Guerra da Coreia. Truman decidiu que se encontraria com MacArthur na Ilha Wake, "para que o General MacArthur não tivesse que se ausentar das tropas no campo por muito tempo".  A conferência seria a única vez que Truman e MacArthur se encontrariam cara a cara.
Durante a conferência, Truman entregou a MacArthur sua quinta e última Medalha de Serviço Distinto do Exército. O recorde de MacArthur de receber a Medalha de Serviço Distinto do Exército cinco vezes foi igualado apenas por Dwight D. Eisenhower. 
Truman e MacArthur se encontraram em particular na conferência e, portanto, não há registro de sua conversa. Embora o antagonismo entre os dois seja agora bem conhecido, não se sabe qual efeito, se houve, a conferência teve em seu relacionamento. 

Em 30 de outubro de 1950, MacArthur escreveu a Truman:

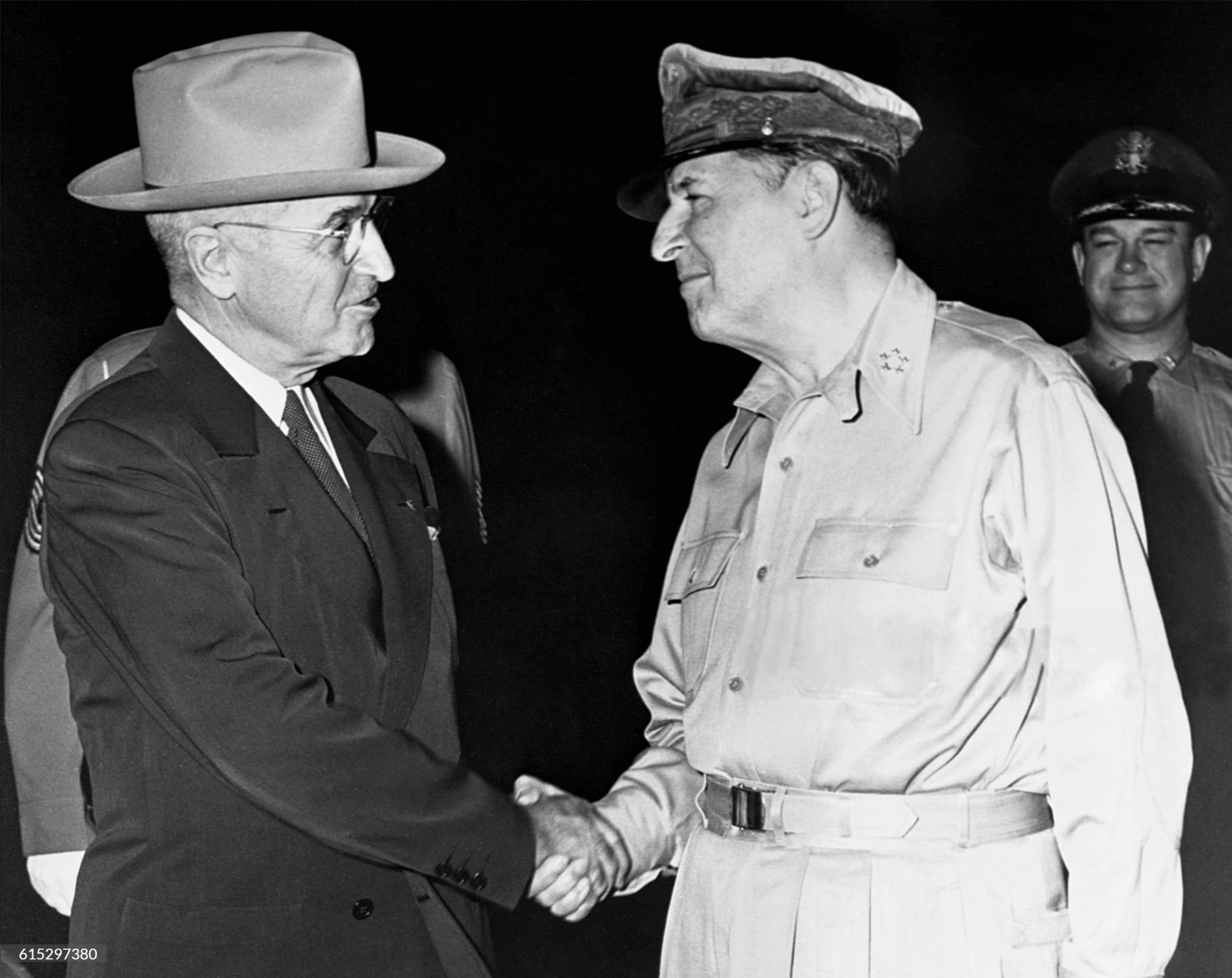
O general do Exército MacArthur cumprimenta o presidente Truman na conferência.

"Saí da conferência da Ilha Wake com um claro sentimento de satisfação por os interesses do país terem sido bem servidos através da melhor compreensão mútua e troca de pontos de vista que proporcionou. Espero que resulte na construção de uma defesa forte contra esforços futuros daqueles que procuram, por uma razão ou outra (nenhuma delas digna), quebrar o entendimento entre nós."
Apesar do entendimento alcançado entre Truman e MacArthur na Ilha Wake, o acordo durou pouco. Eles rapidamente regrediriam em desacordo entre si sobre a política na Coreia, resultando, em última análise, na demissão de MacArthur por Truman. 